# عيب يا لولو يا لولو عيب (فلم)
عيب يا لولو يا لولو عيب هو فيلم مصري من إنتاج عام 1978، بطولة نيللي، عزت العلايلي، عادل إمام، محمود عبد العزيز.

## قصة الفيلم
لولو يضيق بها زوجها حسام بعد أن تزوجا عن حب، واتفقا أن تتصرف بحريتها، لكنه يضيق ذرعا بحريتها الزائدة، رغم أنها لا تخطئ، تترك لولو الإسكندرية إلى القاهرة، تبحث عن شقة، ولا تستطيع العثور عليها، وفي جولاتها تتقابل مع سلامة الذي يعرف أنها لم تستطع الحصول على مكان تسكن فيه، لذا يقترح عليها أن تأتى إلى منزله كي تقيم في الحجرة الخالية بالشقة، تخفي عنه أنها امرأة متزوجة، يحدثها عنه وزملائه بالشقة: كمال الصحفي المعروف، وشهاب النادل في أحد المحلات. في المنزل يبدو أن كمال قد أعجب بلولو، يلاحظ سلامة ذلك، يفاجئه بالموضوع ويقترح عليه أن يحدثها عن عواطفه تجاهها، في الإسكندرية الجميع يبحث عنها، ويعرفون بالصدفة أنها بالقاهرة، يذهب زوجها للبحث عنها مع شقيقها، يعرف أنها تسكن بمنزل شباب فيطلقها، تسقط لولو في حالة اعياء شديدة، في المستشفى تعرف أن لولو مريضة بمرض خطير.. وأنها تمضي اللحظات الأخيرة من حياتها.

## طاقم التمثيل
- نيللي
- عزت العلايلي
- عادل إمام
- محمود عبد العزيز
- سامي كامل
- نظيم شعراوي
- حسن عابدين
- عزيزة حلمي
- محمد شوقي
- سمية الألفي
- حافظ أمين
- علية علي
- محمود مسعود
- منى عبد الله
- سيد إبراهيم
- نادر نور الدين

## فريق العمل
- إخراج: سيد طنطاوي
- تأليف: سيد طنطاوي، وصفي درويش
- إنتاج: أفلام الأنوار العربية
- توزيع داخلي: شركة شافعي للأفلام
- توزيع خارجي: الشركة المصرية اللبنانية
- مونتاج: صلاح عبد الرازق
- موسيقى تصويرية: عمر خورشيد
- مدير التصوير: عصام فريد

## وصلات خارجية
- عيب يا لولو يا لولو عيب على موقع IMDb (الإنجليزية)
- عيب يا لولو يا لولو عيب على موقع قاعدة بيانات الأفلام العربية
- عيب يا لولو يا لولو عيب على موقع قاعدة بيانات الفيلم (الإنجليزية)
- عيب يا لولو يا لولو عيب على موقع ليتربوكسد (الإنجليزية)
- صفحة الفيلم على موقع السينما